# دراسات الإعلام
دراسات الإعلام أو الدراسات الإعلامية هي اختصاص ومجال دراسة يبحث في محتوى وتاريخ وآثار وسائل الإعلام المختلفة، ولا سيما الإعلام الجماهيري. قد تعتمد دراسات الإعلام على تقاليد مستمدة من كلا العلوم الاجتماعية والإنسانية، إلّا أن معظمها مأخوذ من تخصصاتها الأساسية في الاتصالات الجماهيرية والاتصال ودراسات التواصل. كما ويمكن للباحثين في مجال الإعلام أن يعملوا على توظيف وتطوير نظريات وأساليب من تخصصات مثل الدراسات الثقافية والبلاغة (والتي تتضمن البلاغة الرقمية) والفلسفة والنظرية الأدبية وعلم النفس والعلوم السياسية والاقتصاد السياسي والاقتصاد وعلم الاجتماع وعلم الإنسان والنظرية الاجتماعية وتاريخ الفن والنقد ونظرية الفيلم والنظرية النسوية ونظرية المعلومات.

## خلفية تاريخية
قُدم أول برنامج للماجستير في الدراسات الإعلامية من قبل جون كولكين في الكلية الجديدة عام 1975، وتخرج منذ افتتاح ذلك البرنامج أكثر من 2000 طالب. كان كولكين مسؤولًا عن إحضار مارشال مكلوهان إلى فوردهام عام 1968 وأسس لاحقًا مركز الفهم الإعلامي، والذي أصبح برنامج الكلية الجديدة.

## حول العالم

### أستراليا
يُدرس الإعلام كمادة رئيسية في أغلب الولايات الأسترالية، إذ تعتبر ولاية فيكتوريا الرائدة في العالم في تطوير المناهج الدراسية. طُورت دراسات الإعلام في أستراليا أول مرة بصفتها مجالًا دراسيًا في الجامعات الفيكتورية في بداية ستينيات القرن العشرين وفي المدارس الثانوية في منتصف ستينيات القرن العشرين.
حاليًا، تُعلّم كل الجامعات الأسترالية تقريبًا دراسات الإعلام. وفقًا للتقرير الحكومي الأسترالي بعنوان «التميز في البحث لأستراليا»، الجامعات الرائدة لمجال دراسات الإعلام (والتي صُنفت تصنيفًا يفوق المعايير العالمية من خلال منهجية التسجيل في التقرير) هي جامعة موناش وجامعة كوينزلاند للتقنية والمعهد الملكي للتكنولوجيا في ملبورن وجامعة ملبورن وجامعة كوينزلاند وجامعة التكنولوجيا في سيدني.
في المدارس الثانوية، بدأ تدريس دورة الدراسات السينمائية المبكرة في البداية كجزء من مناهج التعليم الثانوي الفيكتورية خلال منتصف ستينيات القرن العشرين. بحلول أوائل سبعينيات القرن العشرين، دُرست دورة موسعة في الدراسات الإعلامية. أصبحت الدورة جزءًا من المناهج الدراسية الثانوية العليا (المعروفة لاحقًا بشهادة التعليم الفيكتوري) في الثمانينيات. أصبحت الدراسات الإعلامية منذ ذلك الحين وما تزال عنصرًا قويًا من شهادة التعليم الفيكتوري. من بين الشخصيات البارزة في تطوير منهج المدارس الثانوية الفيكتورية مدرس الإعلام في كلية روسدين بيتر غريناواي (ليس المخرج السينمائي البريطاني) وتريفور بار (الذي ألف أحد أول الكتب المدرسية الإعلامية بعنوان انعكاسات الواقع) ولاحقًا جون موراي (الذي ألف الصندوق في الزاوية وعن التركيز و10 دروس في تقدير الأفلام).
الولايات والأقاليم الأسترالية التي تدرس الدراسات الإعلامية على المستوى الثانوي هي إقليم العاصمة الأسترالية والإقليم الشمالي وكوينزلاند وجنوب أستراليا وفيكتوريا وأستراليا الغربية. لا تُدرس الدراسات الإعلامية في ولاية نيو ساوث ويلز في المرحلة الثانوية.
في فيكتوريا، تُنظم دورة الدراسات الإعلامية في شهادة التعليم الفيكتوري على النحو التالي: الوحدة الأولى: التمثيل وتقنيات التمثيل ووسائل الإعلام الجديدة؛ الوحدة الثانية: الإنتاج الإعلامي والمنظمات الإعلامية الأسترالية؛ الوحدة الثالثة: النصوص السردية وتخطيط الإنتاج؛ الوحدة الرابعة: عملية وسائل الإعلام والقيم الاجتماعية وتأثير وسائل الإعلام. تشكل الدراسات الإعلامية أيضًا جزءًا رئيسيًا من مناهج التعليم الابتدائي والثانوي، وتشمل مجالات مثل التصوير الفوتوغرافي ووسائل الإعلام المطبوعة والتلفاز.
تستضيف فيكتوريا أيضًا هيئة التدريس في وسائل الإعلام المعروفة باسم أتوم التي تنشر مجلات مترو وسكرين إيديوكيشين.

### كندا
في كندا، تُدمج الدراسات الإعلامية ودراسات الاتصال في نفس الإدارات وتغطي مجموعة واسعة من الأساليب (من النظرية النقدية إلى المنظمات إلى إنشاء البحوث والاقتصاد السياسي، على سبيل المثال). مع مرور الوقت، طُورت البحوث لتوظيف النظريات والأساليب من الدراسات الثقافية والفلسفة والاقتصاد السياسي والجندر والنظرية الجنسية والعرق والإدارة والبلاغة ونظرية الأفلام وعلم الاجتماع والأنثروبولوجيا. يُعد كل من هارولد إينيس ومارشال مكلوهان من العلماء الكنديين المشهورين لإسهاماتهم في مجالات علم البيئة الإعلامي والاقتصاد السياسي في القرن العشرين. كان كلاهما عضوين مهمين في مدرسة تورنتو للاتصالات في ذلك الوقت. في الآونة الأخيرة، ساهمت مدرسة مونتريال ومؤسسها جيمس ر. تايلور بشكل كبير في مجال الاتصالات التنظيمية من خلال التركيز على العمليات الأنطولوجية للمنظمات.
أنشات جامعة كارلتون وجامعة غرب أونتاريو، عامي 1945 و1946 على التوالي، برامجًا أو مدارسًا خاصة بالصحافة. أنشئ برنامج خاص بالصحافة أيضًا في ريرسون عام 1950. بدأ أول برامج التواصل في كندا في جامعات ريرسون وكونكورديا. بدأ برنامج الفنون الإذاعية والتليفزيونية في ريرسون في خمسينيات القرن الماضي، في حين أن برامج الأفلام والدراسات الإعلامية/فنون الإعلام والتصوير الفوتوغرافي أنشِئت أيضًا من البرامج التي بدأت في خمسينيات القرن الماضي. أنشئ قسم دراسات الاتصالات في كونكورديا في أواخر ستينيات القرن الماضي. اشتهرت برامج الإذاعة والتلفزيون والراديو والإعلام والتصوير الخاصة بشركة ريرسون بحلول منتصف سبعينيات القرن العشرين، ونُسخت برامجها بواسطة كليات وجامعات أخرى على الصعيدين الوطني والدولي.
تقدم معظم الجامعات حاليًا شهادات البكالوريوس في دراسات الإعلام والاتصال، ويساهم العديد من الباحثين الكنديين بنشاط في هذا المجال، من بين أولئك الباحثين: بريان ماسومي (الفلسفة والدراسات الثقافية) وكيم سوشوك (الدراسات الثقافية والنسوية ودراسات الشيخوخة) وكاري رينتشلر ( النظرية النسوية) وفرانسوا كورين (التواصل التنظيمي).
في كتابه «فهم وسائل الإعلام، امتدادات الإنسان» اقترح المنظر الإعلامي مارشال مكلوهان أن الوسيلة هي الرسالة، وأن جميع المصنوعات اليدوية والتقنيات البشرية هي وسائل إعلام. قدم كتابه استخدام مصطلحات مثل وسائل الإعلام في لغتنا إلى جانب مفاهيم أخرى، من بينها القرية العالمية وعصر المعلومات. الوسيط هو أي شيء يتوسط تفاعلنا مع العالم أو غيره من البشر. بالنظر إلى هذا المنظور، لا تقتصر الدراسة الإعلامية على وسائل الاتصال فقط، بل على جميع أشكال التكنولوجيا. تشكل الوسائط ومستخدموها نظامًا بيئيًا وتعرف دراسة هذا النظام البيئي باسم بيئة الوسائط.
يقول مكلوهان إن تقنية التجزؤ التي تمثل جوهر تكنولوجيا الآلة هي التي شكلت إعادة هيكلة للعمل الإنساني والجمعيات وجوهر تكنولوجيا الأتمتة هو عكس ذلك. يستخدم مكلوهان مثالًا على الضوء الكهربائي لإجراء هذا الاتصال وشرح أن الوسيلة هي الرسالة. يُعد المصباح الكهربائي عبارةً عن معلومات صافية وهو وسيط بدون رسالة ما لم يُستخدم لتوضيح بعض الإعلانات أو الاسم الشفهي. خاصية جميع الوسائط تعني أن محتوى أي وسيط هو دائمًا وسيط آخر. على سبيل المثال، محتوى الكتابة هو الكلام والكلمة المكتوبة هي محتوى الطباعة، والطباعة هي محتوى التلغراف. التغيير الذي تدخله الوسيلة أو التكنولوجيا في الشؤون الإنسانية هو الرسالة. إذا استخدمت المصباح الكهربائي لمباراة كرة القدم ليلة الجمعة أو لتضيء مكتبك، فيمكنك القول بأن محتوى المصباح الكهربائي هو هذه الأنشطة. حقيقة أن هذه هي الوسيلة التي تشكل وتتحكم في شكل الارتباط البشري والعمل تجعله الرسالة. يبدو أن الضوء الكهربائي انتهى كوسيط اتصال لأنه لا يحتوي على أي محتوى. لا يوجد المصباح الكهربائي حتى يُتعرّف عليه كوسط. على غرار الراديو والوسائط الجماهيرية الأخرى، يعمل الضوء الكهربائي على إزالة عوامل الزمان والمكان في الارتباط البشري ما يخلق مشاركة أعمق. قارن ماكلوهان المحتوى بقطعة لحم لذيذة يحملها لص لتشتيت حارس العقل. يُضخم تأثير الوسيط لأنه يعطي محتوى وسائط أخرى. محتوى الفيلم عبارة عن كتاب أو مسرحية أو ربما أوبرا.
يتحدث مكلوهان عن كون وسائل الإعلام قوية أو ضعيفة ويتطرق إلى المبدأ الذي يميزها عن بعضها. يمتد الوسط القوي (أي الراديو أو السينما) بمعنى واحد في الوضوح العالي. تعني حالة الوضوح العالي حالة امتلاء البيانات. يُعتبر الهاتف أو التلفزيون وسيطًا ضعيفًا «منخفض الوضوح»، لأنه يوفر كمية صغيرة من البيانات/المعلومات ويجب تعبئته. تُعد الوسائط القوية ذات مشاركة منخفضة والوسائط الرائعة عالية في المشاركة. تُعد الوسائط القوية منخفضة المشاركة لأنها تقدم معظم المعلومات وتستبعد معلومات أخرى. تعد الوسائط الضعيفة عالية المشاركة لأنها توفر لك معلومات ولكن عليك ملء فراغاتها وهي شاملة. استخدم إلقاء المحاضرات كمثال للوسائط القوية والندوات كمثال للوسائط الضعيفة. إن استخدمت وسيطًا قويًا في ثقافة قوية أو ضعيفة، فسيكون هناك فارق.

## مزيد من القراءة
- لونغ، بول - وول، تيم (2009). «الدراسات الإعلامية: الإعلام وأثره على الجمهور». (الطبعة العربية الأولى 2017) ترجمة هدى عبد الرحيم ونرمين عبد الرحمن، المجموعة العربية للتدريب والنشر، (ردمك 9796500257617)

## وصلات خارجية
- 'دراسات الإعلام: النص والإنتاج والسياق‘ (بالإنجليزية) - كيفية إجراء دراسات الإعلام من تأليف كل من بول لونغ وتيم وول من جامعة مدينة برمنغهام.